# عبد الله هاشم الكبسي
عبد الله هاشم الكبسي (1936 - 2019)، شاعر ومذيع وفنان يمني. عمل في إذاعة صنعاء، وشغل عدة مراكز إدارية وقضائية. كتب الشعر الحكمي والحميني، وله ديوان شعر مخطوط. وهو والد الفنان فؤاد الكبسي.

## النشأة
ولد الكبسي في 30 مارس 1936، في قرية الكبس بمديرية خولان الطيال في محافظة صنعاء. تلقّى تعليمه الابتدائي في كتّاب القرية، قبل أن ينتقل مع أسرته إلى الجبين مركز قضاء ريمة، والتي عمل والده قاضياً فيها، وواصل دراسته على يد علمائها خلال فترة حكم الإمام يحيى حميد الدين المتوكل قبل قيام الجمهورية اليمنية، ومن ثم واصل تعليمه في المدرسة العلمية في الجبين، فأجاد العربية وعلومها والشريعة وأصول الدين.

## أعماله
أسهم الكبسي بفاعلية، من خلال ما قدمه من قصائد في تطوير الشعر الشعبي اليمني، بنوعيه الحُمينيّ والحكمي. وتغنى بالطبيعة والمحبة والحضارة والثقافة والهوية اليمنية.
إلى جانب إسهاماته الثقافية فقد عمل في إذاعة "البرنامج العام" (إذاعة صنعاء) إبان الثورة اليمنية 26 سبتمبر 1962، معداً ومقدماً لبرنامج "الشعر الشعبي".

## وفاته
توفي صباح يوم الخميس 19 ديسمبر 2019 في العاصمة صنعاء.